# 徳大寺公弘

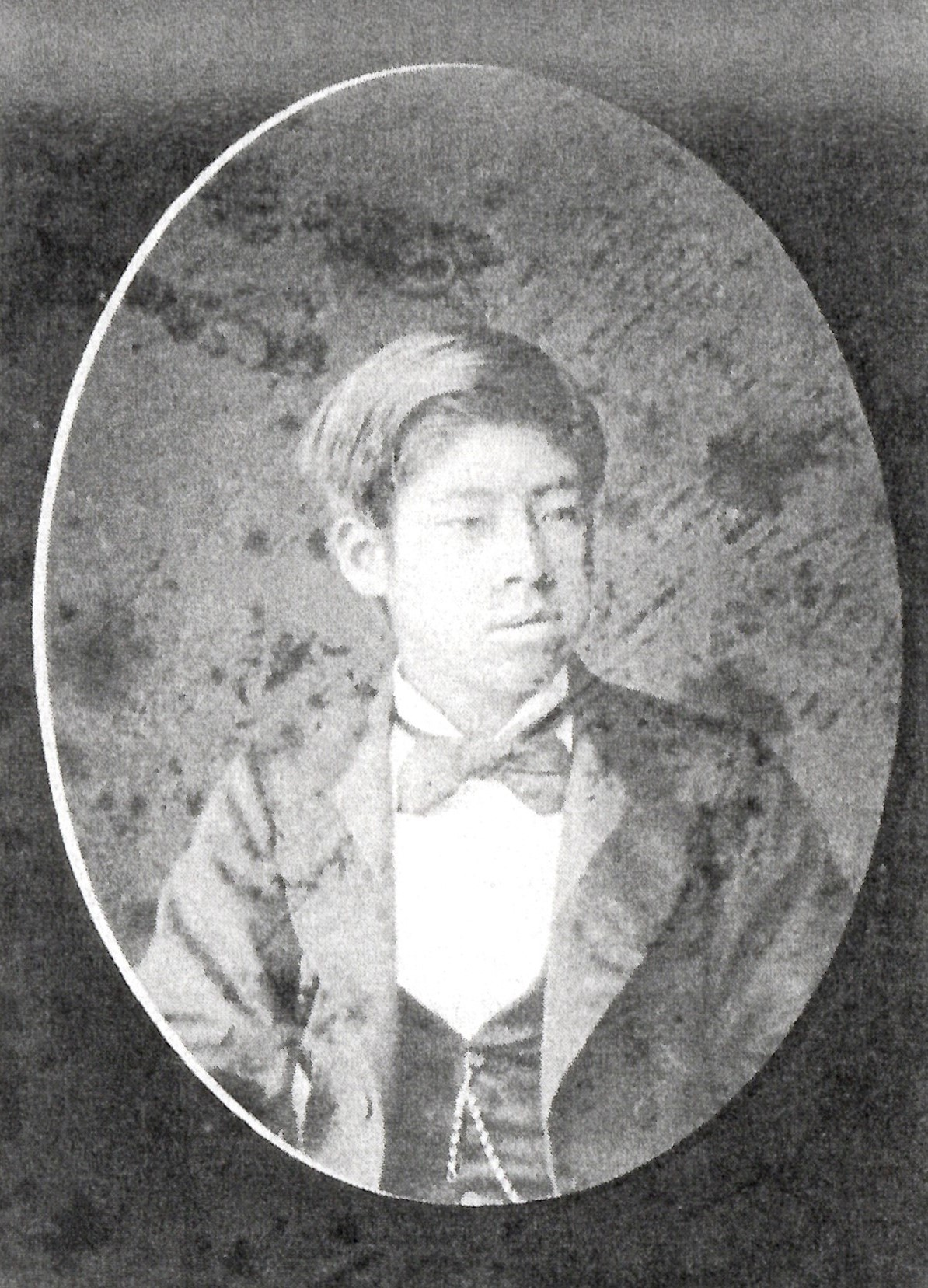
徳大寺公弘

徳大寺 公弘（とくだいじ きんひろ、旧字体：德大寺 公󠄁弘、1863年9月26日（文久3年8月14日） - 1937年（昭和12年）1月4日）は、明治から昭和期の華族。正二位、貴族院公爵議員。

## 経歴
山城国京都で徳大寺実則の長男として生まれる。1885年（明治18年）外務省御用掛となり、さらに明宮（大正天皇）勤務となった。1887年（明治20年）イギリスに留学。父歿後、1919年（大正8年）6月30日に公爵の爵位を襲爵し、貴族院公爵議員に就任。火曜会に属して活動し、死去するまで在任した。
徳大寺家の屋敷は千駄ヶ谷にあったが、取巻達に翻弄されて手放さざるを得ず、神奈川県茅ヶ崎市へ転居した。
1937年（昭和12年）1月4日薨去。享年75歳。墓所は父と同じく多磨霊園である。

## 親族
- 母 山内豊資の娘・嘉年子
- 妻 松平典則の娘・久子
- 子 徳大寺実厚（平安神宮宮司）
- 弟 高千穂宣麿、徳大寺則麿（分家、男爵）、徳大寺彬麿（建築家）。
- 妹 公爵鷹司熙通夫人・順子、侯爵佐竹義生夫人・祚子、三井高従（三井室町家）夫人・蓁子、子爵松平頼孝夫人・治子、公爵島津忠重夫人・伊楚子。
- 叔父 西園寺公望・末弘威麿・住友友純

## 系譜
東山天皇の男系八世子孫である。東山天皇の孫（閑院宮直仁親王の子）で鷹司家を継いだ鷹司輔平の男系後裔。

詳細は皇別摂家#系図も参照のこと。